# ケン・ローズウォール
ケン・ローズウォール（Ken Rosewall, 1934年11月2日 - ）は、オーストラリア・シドニー出身の男子テニス選手。フルネームは Kenneth Robert Rosewall （ケネス・ロバート・ローズウォール）という。小柄で軽量な体躯から皮肉を込めて“Muscles”（筋肉男）というニックネームで呼ばれたが、素早い攻撃やボレーを武器として強豪たちと渡り合った。グランドスラム優勝8回は歴代9位タイ記録。プロスラム優勝15回は歴代1位記録。グランドスラム・プロスラム合計優勝23回も歴代1位記録である。

## 来歴
若くしてテニス・チャンピオンの道を歩み始め、1953年に18歳で全豪選手権と全仏選手権で4大大会2連勝を飾った。この年から、同じ年の親友ルー・ホード（1934年 - 1994年）とペアを組んだダブルスでも勝ち始め、全豪選手権、全仏選手権、ウィンブルドン選手権でダブルス3連勝を飾る。全豪選手権と全仏選手権はローズウォールの「単複2冠」となった。1954年、初めてウィンブルドン選手権の決勝に進出したが、チェコスロバキア出身のヤロスラフ・ドロブニー（1921年 - 2001年）に 11-13, 6-4, 2-6, 7-9 のスコアで敗れた。1955年は全豪選手権で2年ぶり2度目の優勝を果たすも、全米でも決勝に進出したが、トレイバートに敗れた。1956年は全米選手権で初優勝を飾ったが、全豪とウィンブルドンではともにダブルス・パートナーのホードに決勝で敗れ準優勝に終わる。
1957年に22歳でプロのテニス選手に転向する。1968年にテニス界が「オープン化」という措置を取り、プロテニス選手の4大大会出場が解禁されるまで、ローズウォールはプロ選手のための大会で活躍した。
かつては、テニス4大大会（全豪選手権、全仏選手権、ウィンブルドン選手権、全米選手権）の出場資格はアマチュアの選手に限定されていた。しかし1930年代後半頃から、トップ選手たちの大半が頂点を極めた時点でプロに転向する道を選んでいた。プロ選手たちは戦いの場を「全仏プロテニス選手権」（French Pro）／「全米プロテニス選手権」（US Pro）／「ウェンブリー・ワールド・プロテニス選手権」（Wembley World Pro）に移していく。そうなると、必然的に4大大会の競技レベルは落ちる。テニス界はそのジレンマを30年ほど抱えていたが、ついに1968年から4大大会にプロ選手の出場を解禁することを決定した。これを「オープン化」と呼び、テニスの歴史を通じて最大の転換点となる。大会の名称はそれぞれ全豪オープン、全仏オープン、ウィンブルドン選手権、全米オープンに変更された。1968年以後のテニス記録は「オープン化時代」（Open Era）と呼ばれ、それ以前の記録とは明確に区別されるようになった。
こうして、プロ選手になったケン・ローズウォールも11年ぶりに4大大会復帰を果たす。1968年の全仏オープンは「オープン化」制度のもとで行われた最初の記念すべき大会となったが、そこでローズウォールは同じオーストラリアのライバル選手ロッド・レーバーを 6-3, 6-1, 2-6, 6-2 のスコアで破り、赤土の大会で「15年ぶり」2度目の優勝を飾った。レーバーもローズウォールと同じく、選手生活の早い時期にプロ転向し、「オープン化」措置の実施によって4大大会復帰が可能になった人のひとりである。1969年の全仏オープンでは、2年連続でローズウォールとレーバーの決勝対決が実現したが、今度はレーバーがローズウォールの大会連覇を阻んだ。
その後、ローズウォールは1970年の全米オープンで「14年ぶり」2度目の優勝を飾る。この年はウィンブルドンでも「14年ぶり」の決勝に進出したが、3度目のチャンスでは同じオーストラリアのジョン・ニューカムに敗れた。全豪オープンでは1971年に「16年ぶり」3度目の優勝を果たし、1972年に大会2連覇を達成する。この時の全豪オープンでの37歳62日での優勝は今なお破られていないグランドスラムの最年長優勝記録となっている。(2017年時点)1974年、39歳を迎えてもローズウォールは世界のトップレベルを維持していた。ウィンブルドンと全米オープンの2大会連続で決勝に進出したが、この時は敗れた相手が今までと異なり、当時21歳の若きジミー・コナーズであった。20年以上にわたってトップ選手の座を維持してきたローズウォールにも年齢的な衰えが訪れ始め、それまでのオーストラリア・テニス界の全盛時代とは違う、新しい世代の台頭が始まったのである。
ダブルスでも、同じ年の親友ルー・ホードとのペアで抜群の強さを発揮した。1934年11月23日生まれのホードは、ローズウォールとは3週間違いの同じ年にあたり、プロ選手への転向も同じ1957年であった。ローズウォールはダブルスではすべての4大タイトルを獲得しているが（全豪3勝、全仏2勝、ウィンブルドン2勝、全米2勝＝総計9勝）、そのうち6勝がホードとのコンビである。（ローズウォール＆ホード組の4大大会ダブルス優勝：全豪2勝、全仏1勝、ウィンブルドン2勝、全米1勝＝総計6勝）男子テニスの歴史を通じて、同一ペアですべての4大大会男子ダブルス・タイトルを獲得した組は6組だけであるが、ローズウォール＆ホード組はその1つに数えられる。
長い現役生活を通じて、テニス界の様々な変化を目撃してきたが、目立った大きな故障を抱えることのない万能型のテニスでコートを走り続け、多くの選手たちの尊敬を集めた。1980年、ローズウォールは親友のルー・ホードと一緒に国際テニス殿堂入りを果たしている。

## プレースタイル
ベースラインからのグラウンド・ストロークもネット・プレーも、すべてのショットを流麗にこなす、万能型のスタイルであった。本来は左利きだが、テニスでは父親の手ほどきで右利きに直されたという。

## 記録
年間プロフェッショナルグランドスラム制覇
1963年。ロッド・レーバーも記録。
プロスラム・グランドスラムタイトル獲得「23」
プロスラム・グランドスラム決勝進出「35回」
プロスラム・グランドスラム準決勝進出「52回」
プロスラム・グランドスラム準々決勝進出「57回」
プロスラムトーナメント出場「27回」
プロスラムトーナメントタイトル獲得「15」
プロスラムトーナメント決勝進出「19回」
プロスラムトーナメント準決勝進出「27回」
プロスラムトーナメント準々決勝進出「27回」
プロスラムトーナメント生涯勝率「85.54%(71-12)」
全豪オープン最年少優勝「18歳2ヵ月」
全豪オープン 1セットも落とさずに優勝
1971年。他4名記録。
全仏プロ選手権優勝「8」
全仏プロ選手権「7連覇」
全仏プロ選手権生涯勝率「93.75%(30-5)」
ウェンブリープロ選手権「4連覇」
1960-1963。ロッド・レーバーとタイ記録。
ウッドコートでのタイトル「20」
シーズンでシングルスタイトルを1回以上獲得「25シーズン」
シーズンでシングルスタイトル1回以上獲得「21シーズン連続」
1953-73。
世界ランクトップ10以内「25年連続」
1952-76。

### オープン化以降
全豪オープン最年長優勝「37歳2ヵ月」
全米オープン最年長優勝「35歳10ヵ月」
全米オープン最年長決勝進出「39歳5ヵ月」
ワールドチャンピオンシップテニスファイナル「2連覇」
ジョン・マッケンローとタイ記録。ジョコビッチの4連覇が最高記録。

## 4大大会優勝
- 全豪オープン　男子シングルス：4勝（1953年・1955年 → 1971年・1972年）／男子ダブルス：3勝（1953年・1956年 → 1972年）
- 全仏オープン　男子シングルス：2勝（1953年 → 1968年）／男子ダブルス：2勝（1953年 → 1968年）
- ウィンブルドン　男子ダブルス：2勝（1953年・1956年）　［男子シングルス準優勝4度：1954年・1956年 → 1970年・1974年］
- 全米オープン　男子シングルス：2勝（1956年 → 1970年）／男子ダブルス：2勝（1956年 → 1969年）／混合ダブルス：1勝（1956年）

| 年     | 大会         | 対戦相手               | 試合結果           |
| ------ | ------------ | ---------------------- | ------------------ |
| 1953年 | 全豪選手権   | メルビン・ローズ       | 6-0, 6-3, 6-4      |
| 1953年 | 全仏選手権   | ビック・セイシャス     | 6-3, 6-4, 1-6, 6-2 |
| 1955年 | 全豪選手権   | ルー・ホード           | 9-7, 6-4, 6-4      |
| 1956年 | 全米選手権   | ルー・ホード           | 4-6, 6-2, 6-3, 6-3 |
| 1968年 | 全仏オープン | ロッド・レーバー       | 6-3, 6-1, 2-6, 6-2 |
| 1970年 | 全米オープン | トニー・ローチ         | 2-6, 6-4, 7-6, 6-3 |
| 1971年 | 全豪オープン | アーサー・アッシュ     | 6-1, 7-5, 6-3      |
| 1972年 | 全豪オープン | マルコム・アンダーソン | 7-6, 6-3, 7-5      |

## 4大大会シングルス成績
略語の説明
| W | F | SF | QF | #R | RR | Q# | LQ | A | Z# | PO | G | S | B | NMS | P | NH |

W=優勝, F=準優勝, SF=ベスト4, QF=ベスト8, #R=#回戦敗退, RR=ラウンドロビン敗退, Q#=予選#回戦敗退, LQ=予選敗退, A=大会不参加, Z#=デビスカップ/BJKカップ地域ゾーン, PO=デビスカップ/BJKカッププレーオフ, G=オリンピック金メダル, S=オリンピック銀メダル, B=オリンピック銅メダル, NMS=マスターズシリーズから降格, P=開催延期, NH=開催なし.
| グランドスラム | アマチュア | アマチュア | アマチュア | アマチュア | アマチュア | アマチュア | プロ      | オープン | オープン | オープン | オープン | オープン | オープン | オープン | オープン | オープン | オープン | オープン | オープン |        | W-L    | Win % |
| グランドスラム | 1951       | 1952       | 1953       | 1954       | 1955       | 1956       | 1957–1967 | 1968     | 1969     | 1970     | 1971     | 1972     | 1973     | 1974     | 1975     | 1976     | 1977     | 1977     | 1978     |        | W-L    | Win % |
| -------------- | ---------- | ---------- | ---------- | ---------- | ---------- | ---------- | --------- | -------- | -------- | -------- | -------- | -------- | -------- | -------- | -------- | -------- | -------- | -------- | -------- | ------ | ------ | ----- |
| 全豪           | 1R         | QF         | W          | SF         | W          | F          | banned    | banned   | 3R       | A        | W        | W        | 2R       | A        | A        | SF       | SF       | QF       | 3R       | 4 / 14 | 47–10  | 82.46 |
| 全仏           | A          | 2R         | W          | 4R         | A          | A          | banned    | W        | F        | A        | A        | A        | A        | A        | A        | A        | A        | A        | A        | 2 / 5  | 24–3   | 88.89 |
| ウィンブルドン | A          | 2R         | QF         | F          | SF         | F          | banned    | 4R       | 3R       | F        | SF       | A        | A        | F        | 4R       | A        | A        | A        | A        | 0 / 11 | 47–11  | 81.03 |
| 全米           | A          | QF         | SF         | SF         | F          | W          | banned    | SF       | QF       | W        | A        | 2R       | SF       | F        | A        | A        | 3R       | 3R       | A        | 2 / 12 | 57–10  | 85.07 |
| 通算:          | 通算:      | 通算:      | 通算:      | 通算:      | 通算:      | 通算:      | 通算:     | 通算:    | 通算:    | 通算:    | 通算:    | 通算:    | 通算:    | 通算:    | 通算:    | 通算:    | 通算:    | 通算:    | 通算:    | 8 / 42 | 175–34 | 83.73 |

| プロトーナメント | プロフェッショナル | プロフェッショナル | プロフェッショナル | プロフェッショナル | プロフェッショナル | プロフェッショナル | プロフェッショナル | プロフェッショナル | プロフェッショナル | プロフェッショナル | プロフェッショナル |         | W-L   | Win % |
| プロトーナメント | 1957               | 1958               | 1959               | 1960               | 1961               | 1962               | 1963               | 1964               | 1965               | 1966               | 1967               |         | W-L   | Win % |
| ---------------- | ------------------ | ------------------ | ------------------ | ------------------ | ------------------ | ------------------ | ------------------ | ------------------ | ------------------ | ------------------ | ------------------ | ------- | ----- | ----- |
| 全米プロ         | SF                 | A                  | A                  | A                  | A                  | A                  | W                  | SF                 | W                  | F                  | SF                 | 2 / 6   | 12–4  | 75.00 |
| 全仏プロ         | NH                 | W                  | SF                 | W                  | W                  | W                  | W                  | W                  | W                  | W                  | SF                 | 8 / 10  | 30–2  | 93.75 |
| ウェンブリー     | W                  | SF                 | SF                 | W                  | W                  | W                  | W                  | F                  | SF                 | F                  | F                  | 5 / 11  | 29–6  | 82.86 |
| 通算:            | 通算:              | 通算:              | 通算:              | 通算:              | 通算:              | 通算:              | 通算:              | 通算:              | 通算:              | 通算:              | 通算:              | 15 / 27 | 71–12 | 85.54 |

### 男子ダブルスの4冠達成ペア
- フランク・セッジマン＆ケン・マグレガー　（ともにオーストラリア、1951年に唯一の「年間グランドスラム」）
- ケン・ローズウォール＆ルー・ホード　（ともにオーストラリア、1953年 → 1956年）
- ロイ・エマーソン＆ニール・フレーザー　（ともにオーストラリア、1959年 → 1962年）
- ジョン・ニューカム＆トニー・ローチ　（ともにオーストラリア、1965年 → 1967年）
- マーク・ウッドフォード＆トッド・ウッドブリッジ　（ともにオーストラリア、1992年 → 2000年）
- ヤッコ・エルティン＆ポール・ハーフース　（ともにオランダ、1994年 → 1998年）
- ボブ・ブライアン＆マイク・ブライアン　（ともにアメリカ、2003年 → 2006年）